# Klasse Möllberg
Klas Ferdinand "Klasse" Möllberg, född 21 april 1948 i Stora Malms församling i Katrineholm, är en svensk artist, sångare och skådespelare.

## Biografi

### Tidig karriär
Klasse Möllberg började uppträda inför publik som 18-åring och träffade snart den fyra år äldre Lasse Lundberg som influerade honom till en musikstil som senare skulle komma att återspeglas i en stor del av Möllbergs framtida arbeten och repertoar.

### Trazan och Banarne
Han sjöng i Klasse Möllberg i Smurfland, men mest känd är han som Banarne i hans och Lasse Åbergs barnprogram om Trazan och Banarne. Lasse Åberg träffade Klasse Möllberg för första gången i Göteborg, då Möllberg var där och spelade med en triogrupp. Den första säsongen av Trazan och Banarne spelades sedan in år 1976.
Banarne som rollfigur är en apa som lever i "Djungelen" tillsammans med sin kompis Trazan, den enda person som Banarne talar människospråk med. Han brinner för dans och sång, både med och utan gitarr, och gör det gärna iklädd sin tyrolerhatt. I programmet bland annat ordnar han med sin sällskaps-Sten, tittar på flaskskepp, leker Fantomen och lagar djungelmums (snarare äta upp ingredienserna under Djungelmumsbakandet) tillsammans med Trazan. Mycket som karaktäriserar Banarne utöver hans färdigheter i joddling är hans humor, busighet och iver att bjuda på sig själv.
En annan roll som Klasse Möllberg spelar i barnprogrammet är Hemliga Arne (ursprungligen Elaka Arne), en fräck figur med stora tänder och glasögon som framförallt vänder sig till alla "Monsterdiggare" för att lära ut en lite elakare typ av bus. Från detta minns många hans orättvisa metod för att dela upp jordgubbar, vilket visades upp tillsammans med den välkända repliken "En till syrran – en till mig".
Ytterligare en rollfigur i barnprogrammet är Pulver, som ena halvan av duon Pulver & Nicko. De utförde ett antal inflikade klipp av buskishumor under Trazan och Barnarne.
Iklädda rollerna Banarne och Trazan har Klasse Möllberg och Lasse Åberg även spelat in flera skivor tillsammans med Electric Banana Band, där också bland andra Janne Schaffer ingår.

### Andra verksamheter
Möllberg har svensk, fransk och amerikansk skidlärarexamen och han har bland annat arbetat som skidlärare i Vail i tre år. Han fick rollen som reseledaren "Mackan" i Lasse Åbergs komedi Sällskapsresan II – Snowroller 1985, och var även en av slalomåkarna i filmsekvenserna med skidklubben Samuraj från Hökarängen. 1978 var han med och grundade en slalomtävling som arrangerades på några svenska skidanläggningar, vars titel vid millennieskiftet förvärvades som företagsnamn av Nordens idag största alpinturistoperatör Skistar (som fram till dess hetat "Sälenstjärnan").
Under de egna soloframträdandena spelas mest visor eller swing, många gånger signerat Carl Michael Bellman, Evert Taube eller Cornelis Vreeswijk. Klasse Möllberg har ofta poängterat det viktiga i att kunna vända sig till alla publiksorter under ett framträdande, samt att vara flexibel, öppen för improvisation och lyhörd för publiken för att kunna göra ett framträdande så givande som möjligt för alla som deltar och lyssnar.
Möllberg har också varit programledare för Klasses frukostklubb (1990-92) och Klasses julkalender (1992).
Under 2009 medverkade han i TV-serien Hjälp, jag är med i en japansk tv-show, som visades på TV4. Han slutade tvåa och Kjell Eriksson vann finalen.

## Familj
Klas Möllberg är gift med Catarina Möllberg.

## Filmografi (urval)
- 2009 - Klasses Julkalender - DVD-utgåva
- 1998 - Electric Banana Band - the movie - djungelns kojigaste rulle
- 1992 - Klasses julkalender - SVT
- 1991 - Klasses frukostklubb
- 1985 - Sällskapsresan 2 - Snowroller
- 1980 - Trazan Apansson. E' bananerna fina
- 1980 - Trazan Apansson. Djungelmums
- 1976 – Trazan Apansson - julens konung (TV-serie)

## Skivor
- Sångtajm med Trazan och Banarne (CD) och (LP) - 1977 av Planet Records
- Klasse Möllberg i Smurfland (LP) - 1979 av Smurf-Records
- Klasse i Disney (LP) - 1980 av Sony Music Entertainment Sweden
- Elaka Arne Tjena Alla Monsterdiggare (LP) - 1982 av Mariann Grammofon AB
- Hemliga Arne Hemlige Arnes Arnkammaré Med Skrot-Arne (LP) - 1985 av SVT Tevegram
- Klasses julskiva (CD) och (LP) - 1992 av Big Bag Music
- Electric Banana Tajm (CD) - 1998 av Warner Music Sweden

### Webbkällor
- Han är inte bara artist - han är festfixare också. Författare: Lill Eriksson, eventnews.se.
- Klasse Möllberg på Svensk Filmdatabas
- Klasse Möllberg på Svensk mediedatabas